# Гонсалес, Эстер
Эстер Гонса́лес Родри́гес (исп. Esther González Rodríguez; род. 8 декабря 1992, Уэскар, Андалусия) — испанская футболистка, нападающий американского клуба «Готэм» и сборной Испании. Чемпионка мира 2023.

## Карьера в сборной
В 2009 году Эстер выступала за сборную Испании (до 17) на Чемпионате Европы до 17 лет, где её команда дошла до финала, но проиграла сборной Германии.
В марте 2016 года Гонсалес дебютировала за основную сборную Испании, выйдя на замену, в товарищеском матче против сборной Румынии.

## Достижения
Сборная Испании
- Чемпионка мира: 2023